# دوري أبطال أوروبا 1998–99
دوري أبطال أوروبا 1998–99 فاز فريق مانشستر يونايتد باللقب للمرة الثانية بعد أن تغلب على فريق بايرن ميونخ بنتيجة 2-1. أقيمت المبارة النهائية بين الفريقين في مدينة برشلونة بتاريخ 26 مايو من عام 1999.